# Vùng của Philippines

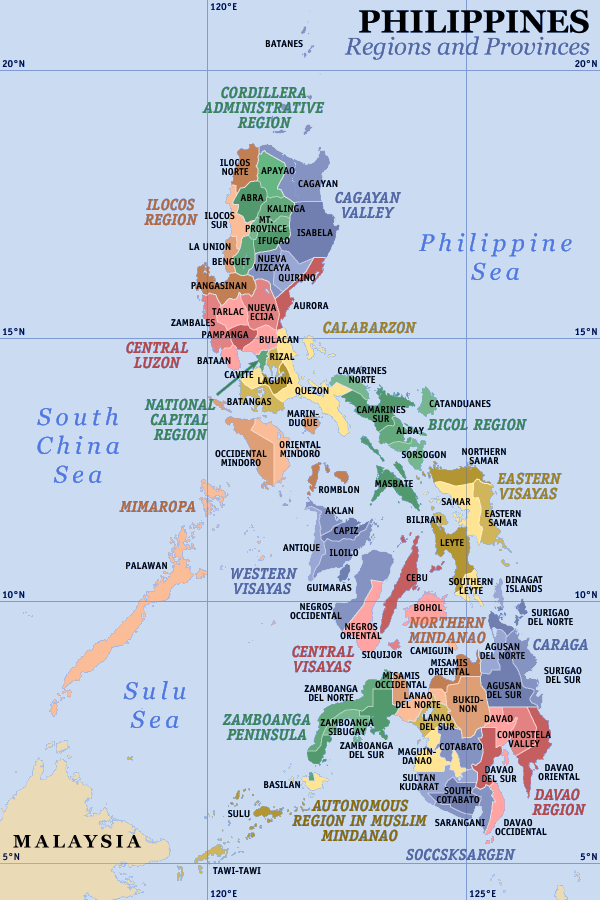
Các vùng và các tỉnh của Philippines

Nhằm thuận lợi cho công tác quy hoạch phát triển vùng, chính phủ Philippines chia đất nước thành 17 vùng hành chính. Ở mỗi vùng, các bộ ngành của trung ương sẽ mở một văn phòng của mình tại một thành phố phát triển trong vùng để tác nghiệp. Các thành phố nơi có văn phòng đại diện của các bộ ngành như vậy được gọi không chính thức là thủ phủ vùng. Các vùng không có chính quyền, và vì thế nó không phải là một cấp hành chính. Bản thân Manila là một tỉnh đồng thời một mình nó là một vùng. Riêng vùng Mindanao có chính quyền vùng, vì đây là một vùng có quy chế tự trị.

### Luzon
| Bản đồ | Vùng (tên gọi tắt)                     | Trung tâm vùng         | Các tỉnh trong vùng                                                          |
| ------ | -------------------------------------- | ---------------------- | ---------------------------------------------------------------------------- |
|        | Vùng thủ đô Manila (NCR; Metro Manila) | Manila                 | Một mình tỉnh Manila là một vùng. Thành phố Manila nằm trong tỉnh này.       |
|        | Vùng hành chính Cordillera (CAR)       | Baguio                 | - Abra - Apayao - Benguet - Ifugao - Kalinga - Mountain Province             |
|        | Ilocos (Vùng I)                        | San Fernando, La Union | - Ilocos Norte - Ilocos Sur - La Union - Pangasinan                          |
|        | Thung lũng Cagayan (Vùng II)           | Tuguegarao             | - Batanes - Cagayan - Isabela - Nueva Vizcaya - Quirino                      |
|        | Trung Luzon (Vùng III)                 | San Fernando, Pampanga | - Aurora - Bataan - Bulacan - Pampanga - Tarlac - Zambales                   |
|        | CALABARZON (Vùng IV-A)                 | Calamba                | - Batangas - Cavite - Laguna - Quezon - Rizal                                |
|        | MIMAROPA (Vùng IV-B)                   | Calapan                | - Marinduque - Occidental Mindoro - Oriental Mindoro - Palawan - Romblon     |
|        | Vùng Bicol (Vùng V)                    | Legazpi                | - Albay - Camarines Norte - Camarines Sur - Catanduanes - Masbate - Sorsogon |

### Visayas
| Bản đồ | Vùng (tên gọi tắt)       | Trung tâm vùng | Tỉnh trong vùng                                                   |
| ------ | ------------------------ | -------------- | ----------------------------------------------------------------- |
|        | Tây Visayas (Vùng VI)    | Iloilo         | - Aklan - Antique - Capiz - Guimaras - Iloilo - Negros Occidental |
|        | Trung Visayas (Vùng VII) | Cebu           | - Bohol - Cebu - Negros Oriental - Siquijor                       |
|        | Đông Visayas (Vùng VIII) | Tacloban       | - Biliran - Đông Samar - Leyte - Bắc Samar - Samar - Nam Leyte    |

### Mindanao
| Bản đồ | Vùng tên gọi tắt                   | Trung tâm vùng | Tỉnh trong vùng                                                                           |
| ------ | ---------------------------------- | -------------- | ----------------------------------------------------------------------------------------- |
|        | Bán đảo Zamboanga Vùng IX          | Pagadian       | - Zamboanga del Norte - Zamboanga del Sur - Zamboanga Sibugay                             |
|        | Bắc Mindanao Vùng X                | Cagayan de Oro | - Bukidnon - Camiguin - Lanao del Norte - Misamis Occidental - Misamis Oriental           |
|        | Vùng Davao Vùng XI                 | Davao          | - Compostela Valley - Davao del Norte - Davao del Sur - Davao Occidental - Davao Oriental |
|        | SOCCSKSARGEN Vùng XII              | Koronadal      | - Cotabato - Sarangani - Nam Cotabato - Sultan Kudarat                                    |
|        | Caraga Vùng XIII                   | Butuan         | - Agusan del Norte - Agusan del Sur - Surigao del Norte - Surigao del Sur                 |
|        | Vùng tự trị Hồi giáo Mindanao ARMM | Cotabato       | - Basilan - Lanao del Sur - Maguindanao - Sulu - Tawi-Tawi                                |

Ghi chú: Các tên được viết hoa bởi vì chúng là những từ cấu tạo bằng chữ đầu, gồm các tên các tỉnh hay thành phố (xem Những từ cấu tạo bằng chữ đầu ở Philippines).